# 그리지와 레밍스
《그리지와 레밍스》(Grizzy et les Lemmings, grizzy and the lemmings)는 프랑스의 애니메이션이다. 프랑스에서는 2015년 11월 7일부터 방영, 대한민국에서는 카툰 네트워크 등에서 2016년 10월 7일부터 방영을 시작했다. 현재 월드 투어 이벤트 중이다.

## 줄거리
가상 국립공원, 캐나다 너티힐 국립공원에서 거대한 회색곰과 레밍들이 여러 일로 엮여 대결을 하는 이야기다. 캐나다를 배경으로 했지만 회색곰 그리지, 나그네쥐 레밍들, 자고새, 말코손바닥사슴, 라쿤 외에 다른 캐나다 동물들은 등장하지 않는다.(예: 아메리카흑곰, 회색늑대, 붉은여우, 울버린, 피셔, 붉은스라소니, 캐나다스라소니, 코요테, 아메리카오소리, 북아메리카퓨마, 아메리카들소, 사향소, 순록, 흰꼬리사슴, 검은꼬리사슴, 와피티사슴, 가지뿔영양, 큰뿔양, 돌산양, 흰바위산양)

## 등장인물
- 그리지 : 삼림 감시원의 숙소에서 사는 거대한 회색곰이다. 또한 그리지는 매번 같은 날씨 뉴스나 연어 다큐멘터리를 시청하며 연어에 초콜릿 스프레드를 발라먹는 것을 좋아한다. 좋아하는 것은 조용한 환경, 강에서 잡아온 신선한 연어, 초콜릿, 코코넛, 암곰 등을 좋아한다. 그러나 집이 만리장성 으로 날아가며 암곰을 만날 수 없게 된다. 특이하게도 윗발에는 육구와 발톱이 있는데 뒷발에는 육구와 발톱이 없다. 레밍들의 전체 횟수가 약 40마리 정도이며 1인당 모두 크기가 약 10cm 정도인데 레밍들이 서로 합쳤을 때 그리지와 크기가 비슷해 진다. 그렇므로 그리지의 크기는 약 4m 정도로 추정할 수 있지만, 작중을 보면 성인 남자의 키랑 비슷한 것 같다.(여담으로 그리지와 레밍스 영문판 위키 에서는 키가 공식적으로 약 7피트 정도 인걸로 나왔는데 7피트를 숫자로 계산 해보면 키는 약 213cm 정도이다. 정확하게 키를 계산 해보면 키가 2m는 넘지만 겨우 2m 보다 조금 큰 정도라서 별로 키가 크지는 않으며 키도 현실 고증으로 치면 설정 오류이다. 왜냐하면 현실 에서의 회색곰은 아무리 키가 작아도 최소 250cm은 되며 가장 큰 크기 로는 3m ~ 4m 정도이기 때문이다. 체중은 약 230kg 정도로 나왔지만 그리지의 키가 약 213cm 정도 인걸 기준으로 하면 별로 무게가 많이 나가지 않으며 그리지의 키가 약 213cm 정도 인걸 생각하면 체중은 약 300kg 정도는 나가야 어느정도 무게가 많이 나간다. 그렇지만 이 정도 무게도 현실 에서의 회색곰의 체중으로 치면 별로 많이 나가지 않으며 현실 에서의 회색곰은 체중이 아무리 적게 나가도 최소 300kg 에서 500kg 정도는 나가며 체중이 약 850kg 정도라는 무게의 엄청난 개체도 있기 때문에 체중 또한 신장과 마찬가지로 설정 오류이다.) 또한 작중 연어만 먹고 다른 동물들은 잡아먹지 않는데 실제 회색곰은 큰뿔양, 돌산양, 흰바위산양, 말코손바닥사슴, 아메리카들소같은 초식동물은 물론이고 흑곰, 퓨마, 늑대, 여우, 스라소니도 잡아먹는다. 큰뿔양, 돌산양, 흰바위산양, 아메리카들소, 흑곰, 퓨마, 늑대, 여우, 스라소니같은 경우 등장하지 않아 그렇다쳐도 말코손바닥사슴은 등장하는데도 잡아먹지 않는다.
- 레밍들 : 그리지가 사는 집의 창고에서 살며, 항상 사고를 치는 똑같이 생긴 40마리 정도의 파란 레밍 집단들. 주로 그리지가 살고 있는 집으로 올라와 놀곤 한다. . 좋아하는 것은 춤추기, 초콜릿 스프레드, 코코넛, 롤러코스터, 놀기를 좋아한다. 레밍들의 수는 40마리 정도지만 수가 100마리가 되기도 하고 100마리를 넘기도 한다.
- 암곰 : 항상 꽃을 꺾어 머리에 끼고 다닌다. 그리지가 짝사랑하지만 그리지를 외면하고 다닌다. 좋아하는 것은 무스가 풀먹는 것을 보면서 기분을 풀고 명상을 하는 것이다. 이유는 알 수 없지만 시즌 2에선 암곰이 새로운 암곰으로 교체됐다. 시즌3에는 안 나온다
- 자고새 : 닭과 비슷한 행동을 하며 레밍들이 가지고 논다. '거울아 거울아' 편에는 땅이 없고 하늘만 있는 세상만 원했다. 그리지의 꿈과 선사시대에는 거대한 초록 자고새가 나온다.
- 말코손바닥사슴(무스) 레밍들이 탈 때 주로 등장한다. 유니콘 버전도 있지만 유니콘 뿔을 빼면 일반 무스가 된다. 클래식 노래 채널을 좋아한다. 주로 풀과 버섯을 먹는다. 자고새가 닭과 비슷한 행동을 한다면 말코손바닥사슴은 소처럼 행동하는데 다만 실제 캐나다에서는 진짜 소인 아메리카들소와 사향소가 있다. 애초에 진짜 소도 아닌 사슴이 소처럼 행동하는 것 자체가 이상하다. 또한 원래 그리지가 회색곰인 걸 고려할 때 그리지에게 잡아먹혀야 하지만 작중 그리지는 연어만 먹는 탓에 잡아먹히지 않는다.
- 아기곰 : 시즌 1 암곰의 딸, 그리지가 하루동안 돌봐 주기로 했지만 레밍들의 방해 때문에 밖까지 나와 나무 자르는 기계에 머리카락이 잘린다. 나중에 암곰은 이 사건으로 인해 흥분하면서 그리지를 후려친다.
- 나비 : 암곰이 가장 좋아하는 동물이며 선사시대에는 거대한 나비가 나온다. 나비에 관한 에피소드에는 그리지가 나비를 잡아서 암곰한테 가져다 주려고 했다.
- 라쿤 : 그리지와 레밍스의 초콜릿 스프레드를 훔치기도 했고 벼룩이 많다. 그리지는 아기 라쿤을 키우려고 했다.
- 이외동물들 : 다른 동물들도 개구리, 박쥐, 북극곰, 티렉스, 선사시대 거대 바퀴벌레, 자고새, 판다, 펭귄, 고래, 매머드, 바다코끼리, 파리, 혹멧돼지, 타조, 아프리카코끼리, 말레이맥 등이 나온다.
- 식물들 : 장미꽃이나 다른 여러 꽃들이 등장하고 파리지옥도 등장한다. 나무도 있다.
- 삼림 감시원 : 항상 휴가에 가 있다. 실제 얼굴이 공개된 적은 없다.
- 삼림 감시원 엄마 : 전화로만 나온다

## 물건
Zenithal이라는 기업에서 만든다.
- TV : 그리지가 연어 다큐멘터리를 보는 데 사용한다. 레밍들은 애니메이션을 보거나 한번은 헬리콥터 영상을 보기도 했다.
- 초콜릿 스프레드 : 그리지와 레밍들이 가장 좋아하는 음식. 그리지는 주로 연어에 발라먹고 레밍들은 숟가락으로 떠먹는다.
- 낚싯대 : 그리지가 가끔만 낚시할 때 쓴다. 하지만 레밍들이 타있는 것에 따라가려고 주로 쓴다.
- 연어' 또는 메기' : 메기는 만리장성에서 그리지가 먹었다. 연어는 그리지가 자주 먹는 음식이다.
- 스크런치 [yeah] : 기다란 과자, 그리지가 초콜릿 스프레드에 찍어먹기도 한다. 그리지와 레밍스가 둘 다 좋아하는 음식들 중 하나다.
- 비스킷 : 레밍들이 라쿤을 타고 있을 때 미끼로 썼다. scrunch [yeah]처럼 그리지가 초콜릿 스프레드에 찍어먹는다.
- 소파 : 그리지가 앉아서 먹고 자고 하는 그리지한테 없어선 안 될 물건이다. 레밍들은 소파에서 뛴다.
- 고추 : 매운 음식이다. 먹으면 너무 매워서 혀에서 불이 나기도 한다.
- 헤어드라이기 : 그리지가 얼음을 녹이거나 날거나 레밍들이 튜브 사이로 미끄럼 탈 때 썼다.
- 라디오 : 레밍들이 파티를 열 때 쓴다. 틀면 바로 테크노 음악이 나온다. 암곰은 그것에서 나오는 살사 음악을 좋아한다.
- 이외 물건 : 스노보드, 스키, 군수품, 노, 태블릿, 등등이 무척 많다.